# Sören Südmeier
Sören Südmeier (* 29. März 1991) ist ein deutscher Handballspieler.
Der 1,90 m große Rechtshänder spielt für den Drittligisten LiT 1912 und wird überwiegend als mittlerer Rückraumspieler eingesetzt.

## Karriere
Sören Südmeier begann in seiner Heimatstadt bei LiT Handball Nordhemmern/Mindenerwald mit dem Handballspiel. 2008 kam er in die Jugendabteilung von GWD Minden. Ab 2010 stand er sowohl im Aufgebot für die 2. Bundesliga als auch für die 3. Liga. In der Saison 2011/12 stieg er mit der Mannschaft in die Bundesliga auf. Als sich dann vor Saisonbeginn der etatmäßige Mittelmann Dalibor Doder verletzte, vertrat ihn Südmeier erstaunlich gut und bekam auch nach Doders Rückkehr immer wieder größere Spielanteile. Im April 2014 verletzte er sich dann selbst schwer am Kreuzband, fiel über ein Jahr aus und konnte somit in der kompletten Saison 2014/15 nicht mitwirken, an dessen Ende der Abstieg von GWD Minden stand. Im Sommer 2018 wechselte er zum ASV Hamm-Westfalen, mit dem ihm in der Spielzeit 2021/22 der Aufstieg in die Bundesliga gelang. Er wechselte zur Drittligaspielzeit 2022/2023 zu LiT 1912.

## Erfolge
- Aufstieg in die 1. Bundesliga mit GWD Minden 2012 und 2016
- Aufstieg in die 1. Bundesliga mit ASV Hamm-Westfalen 2022

## Saisonstatistiken
| Saison  | Verein     | Spiele | Tore | 7-Meter | Feldtore |
| ------- | ---------- | ------ | ---- | ------- | -------- |
| 2012/13 | GWD Minden | 34     | 51   | 0       | 51       |
| 2013/14 | GWD Minden | 28     | 52   | 0       | 52       |
| 2014/15 | GWD Minden | 0      | 0    | 0       | 0        |
| gesamt  | gesamt     | 62     | 103  | 0       | 103      |

| Saison  | Verein     | Spiele | Tore | 7-Meter | Feldtore |
| ------- | ---------- | ------ | ---- | ------- | -------- |
| 2010/11 | GWD Minden | ?      | 18   | 0       | 18       |
| 2011/12 | GWD Minden | 38     | 74   | 0       | 74       |
| 2015/16 | GWD Minden | -      | -    | -       | -        |
| gesamt  | gesamt     | ?      | 92   | 0       | 92       |

| Zeitraum                | Verein             | Spiele | Tore |
| ----------------------- | ------------------ | ------ | ---- |
| 01.08.2008 – 30.06.2018 | GWD Minden         | 199    | 329  |
| seit 01.07.2018         | ASV Hamm-Westfalen | 69     | 212  |
| gesamt                  | gesamt             | 268    | 541  |